# Serpentinites de Merlis

Les serpentinites de Merlis sont un groupe aligné de petits affleurements rocheux au nord-ouest du Massif central. Leurs roches parentes étaient des péridotites du manteau supérieur.